# Pintura de Francia

La libertad guiando al pueblo, 1833, Delacroix.

Con el nombre de pintura francesa puede designarse a toda la pintura realizada en lo que actualmente es Francia. 

## Prehistoria
Sus primeras manifestaciones se dieron en el arte prehistórico, dentro del arte rupestre. No se presenta en todo el territorio francés, sino que se concentra en determinadas zonas, allí donde las piedras calizas y areniscas ofrecen tablas adecuadas. La zona más rica se localiza en el Périgord,  pueden encontrarse las cuevas más célebres: Lascaux, Combarelles, Font-de-Gaume, Gabillou o Rouffignac. Los Sitios prehistóricos y grutas decoradas del valle del Vézère están declaradas Patrimonio de la Humanidad en Europa por la Unesco.
Hay otra zona en los Pirineos franceses, como las de Massar (Ariège), Gourdan (Alto Garona), Bruniquel (Tarn y Garona), y otras en los departamentos de Pirineos Bajos y Pirineos Altos.
Son pinturas realizadas en las cuevas, representando animales (el caballo y el bisonte, principalmente), así como figuras humanas y signos. Su finalidad aún no se ha determinado plenamente, habiéndose interpretado como un arte religioso.

## SigloXVII

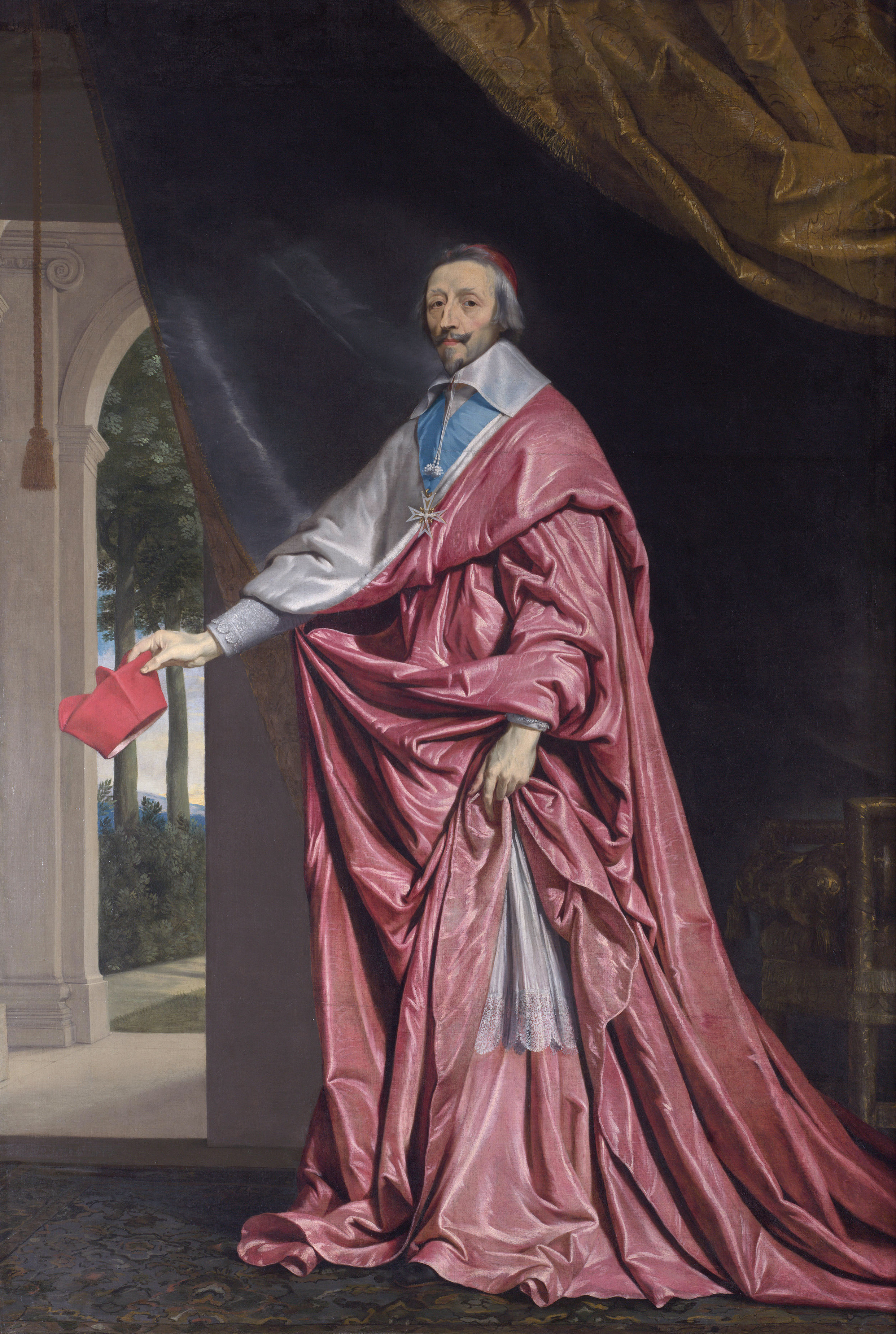
Cardenal Richelieu, h. 1637, obra de Philippe de Champaigne.

A comienzos del siglo XVII persisten las tendencias de la segunda escuela de Fontainebleau. El retorno de Simon Vouet, príncipe de la Academia de San Lucas de 1624 a 1627, en 1627 marca el comienzo de la recuperación de la pintura francesa. Este pintor es considerado el más propiamente barroco.
El naturalismo de origen caravaggesco queda representado en la obra de Valentin de Boulogne (1634), el famoso tenebrista Georges de La Tour (1652) que desarrolla su labor en la corte de Lorena y en las escenas campesinas pintadas a la manera de una escena de género por los hermanos Le Nain: Antoine, Louis y Matheo.
Los grandes maestros del clasicismo son Nicolas Poussin (1594-1665), pintor de temas mitológicos e históricos, y Claude Lorrain (1600-1682), destacado paisajista que influyó en el romanticismo e incluso en los orígenes del impresionismo. Ambos residen en Roma, pero reciben continuos encargos para su país. Trabajan en el problema dominante de la expresión de la perspectiva atmosférica. Poussin desempeña un papel decisivo en la rápida perfección de la escuela francesa en su breve vuelta a París (1640-1642).
En la corte francesa de Luis XIII y Luis XIV se cultivó con profusión el retrato. Inició el género el flamenco Philippe de Champaigne (1602-74), con representaciones de los personajes cortesanos en todo su esplendor y que en sus retratos laicos alcanza una expresión más mundana; fue continuado por retratistas que alcanzan ya el siglo XVIII: Hyacinthe Rigaud (1659-1747) y Nicolas de Largillière (1656-1746), quienes restituyen al retrato su calidad plástica, pero con una búsqueda de suntuosidad y elocuencia que excluye la profundidad de análisis.
En la vida pictórica de este siglo destaca la creación de la Academia Real de Bellas Artes (1648), para superar la vieja corporación de pintores, como un gremio u oficio, propugnando en cambio que se contemple como un "arte liberal". Charles Le Brun fue el pintor académico por excelencia, pintor del rey desde 1664, que ejerce una auténtica tiranía artística. Le Brun alcanza el ideal del pintor gran señor y amigo del soberano. Junto a él cabe mencionar al retratista cortesano Pierre Mignard, que hace tender el retrato hacia una fórmula graciosa y vacía.
Antoine Coypel y Charles de la Fosse (1716) son los últimos representantes de las tendencias barrocas de inspiración italiana.

## SigloXVIII
En este siglo predomina el rococó, unas pinturas llenas de viveza y encanto típicamente francés, con nombres como los de Watteau, Boucher o Fragonard.

Retrato de Luis XIV, 1701, por Rigaud.

A comienzos de siglo, continúa trabajando Hyacinthe Rigaud, cuyo Retrato de Luis XIV, conservado en el Museo del Louvre suele considerarse la imagen más representativa del Gran Siglo. Le Brun sigue marcando las tendencias desde la Academia, institución que goza de gran estabilidad. Aunque los jóvenes artistas siguen yendo a formarse a Roma, se produce un cierto desplazamiento, fijándose más en las obras que se realizan en Venecia.
Las formas del estilo clásico dan paso, en el reinado de Luis XV, al estilo rococó. Su representante más antiguo es Antoine Watteau (1684-1721), creador del género de las fêtes galantes («fiestas galantes»). François Boucher (1703-70) es el pintor de la sensualidad, de los desnudos femeninos. Finalmente, Jean-Honoré Fragonard (1732-1806) compagina la realización de escenas galantes y otras más sentimentales que preludian el romanticismo.
Este tono sentimental y algo lacrimoso se evidencia en la obra de Jean-Baptiste Greuze (1725-1815).
Continúa cultivándose el retrato palaciego, poniéndose de moda la técnica del pastel. Nattier (1766) es el pintor de las damas de la nobleza, con colores claros y representaciones alegóricas. Maurice Quentin de La Tour (1788), es el más grande pastelista del siglo, con gran penetración psicológica. Finalmente, Jean Siméon Chardin (1699-1779) cultiva el bodegón, y escenas de inspiración neerlandesa.

## SigloXIX
Es el siglo de la gran pintura francesa. París se convierte en un referente artístico de primer orden. Es la ciudad a la que los pintores de toda Europa viajan a formarse, sucediendo de este modo a Roma. Los grandes movimientos artísticos surgieron en la capital gala: romanticismo, realismo, impresionismo, postimpresionismo.

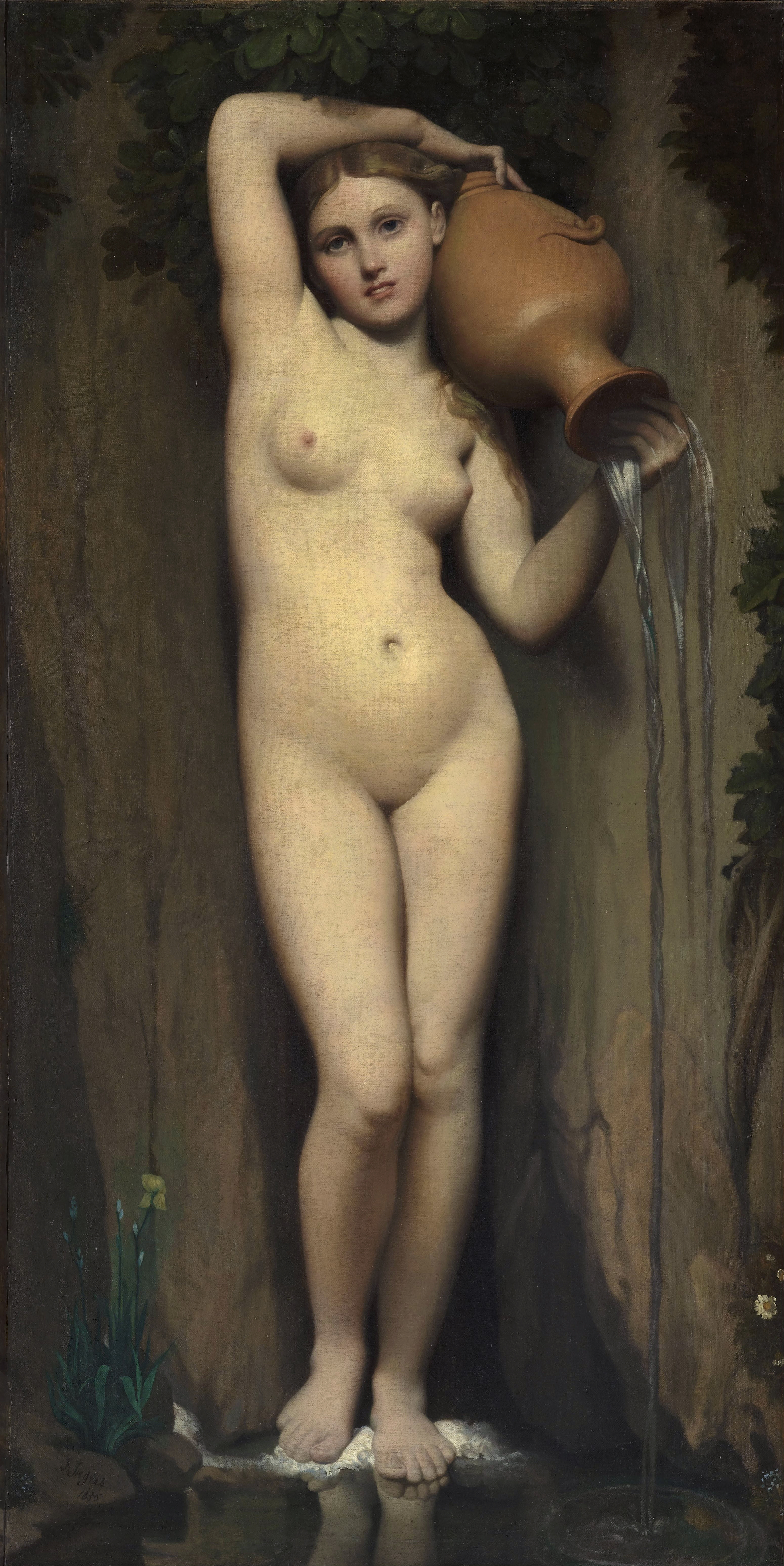
La fuente, obra de Ingres.

### Neoclasicismo
Entre los siglos XVIII y XIX se desarrolla el neoclasicismo, como reacción a los excesos rococós. Encarna los ideales de la Ilustración y se convierte en el arte de la Revolución francesa primero y del Imperio Napoleónico después. 
El artista más destacado es Jacques-Louis David (1748-1825), que en 1784 había presentado Juramento de los Horacios. Como pintor napoleónico destaca en La coronación de Napoleón I en Notre Dame (1805-7).
Antoine-Jean Gros (1771-1835) sigue a Napoleón en sus campañas, siendo su obra más conocida Napoleón visitando a los apestados de Jaffa (1804).
Jean Auguste Dominique Ingres (1780-1867) es neoclásico, aunque se nota la influencia del romanticismo en cierta tendencia orientalizante (La Odalisca).

### Romanticismo

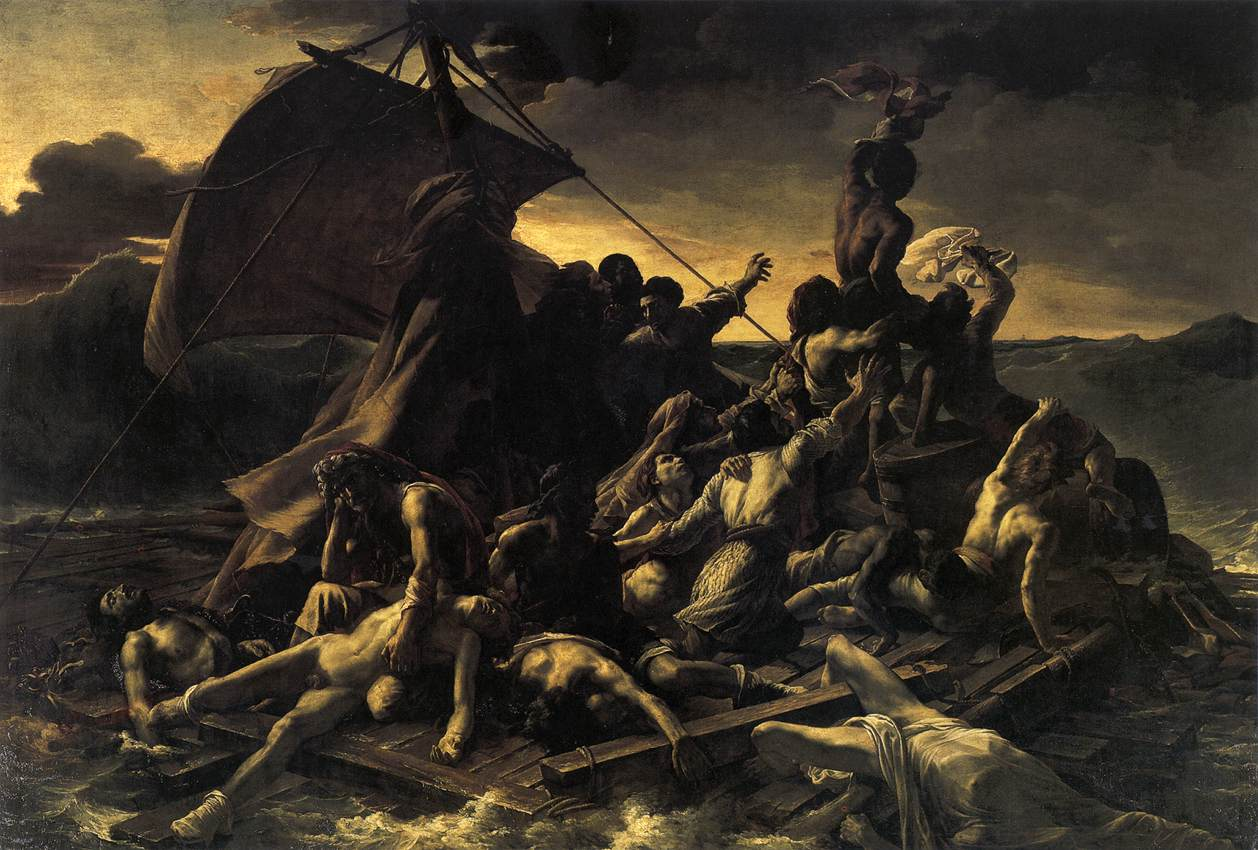
La balsa de la Medusa, por Géricault

El romanticismo se nota ya en un discípulo de David, François Gérard (1770-1837), que pinta retratos al estilo sentimental de la nueva época. 
Los pintores románticos franceses más destacados fueron Pierre Proudhon (1758-1823); Théodore Géricault (1791-1824), cuya obra más conocida es La balsa de la Medusa; y Eugène Delacroix (1798-1863), con obras como Las matanzas de Quíos y La muerte de Sardanápalo. 

### Realismo
Ya desde 1831 se aprecia una evolución hacia el realismo, con obras que reflejan un paisaje realista: Camille Corot (1796-1875), pintor de transición entre el paisaje clásico y el realista. Realistas son también los paisajistas de la Escuela de Barbizon. 
El realismo testimonial, que refleja la vida cotidiana del pueblo, viene representada por autores como:
- Jean-François Millet (1814-75), cuya obra más conocida es El Ángelus (1857-59)
- Gustave Courbet (1819-77), cuya obra más famosa es El entierro en Ornans.
- Honoré Daumier (1808-79).

### Impresionismo

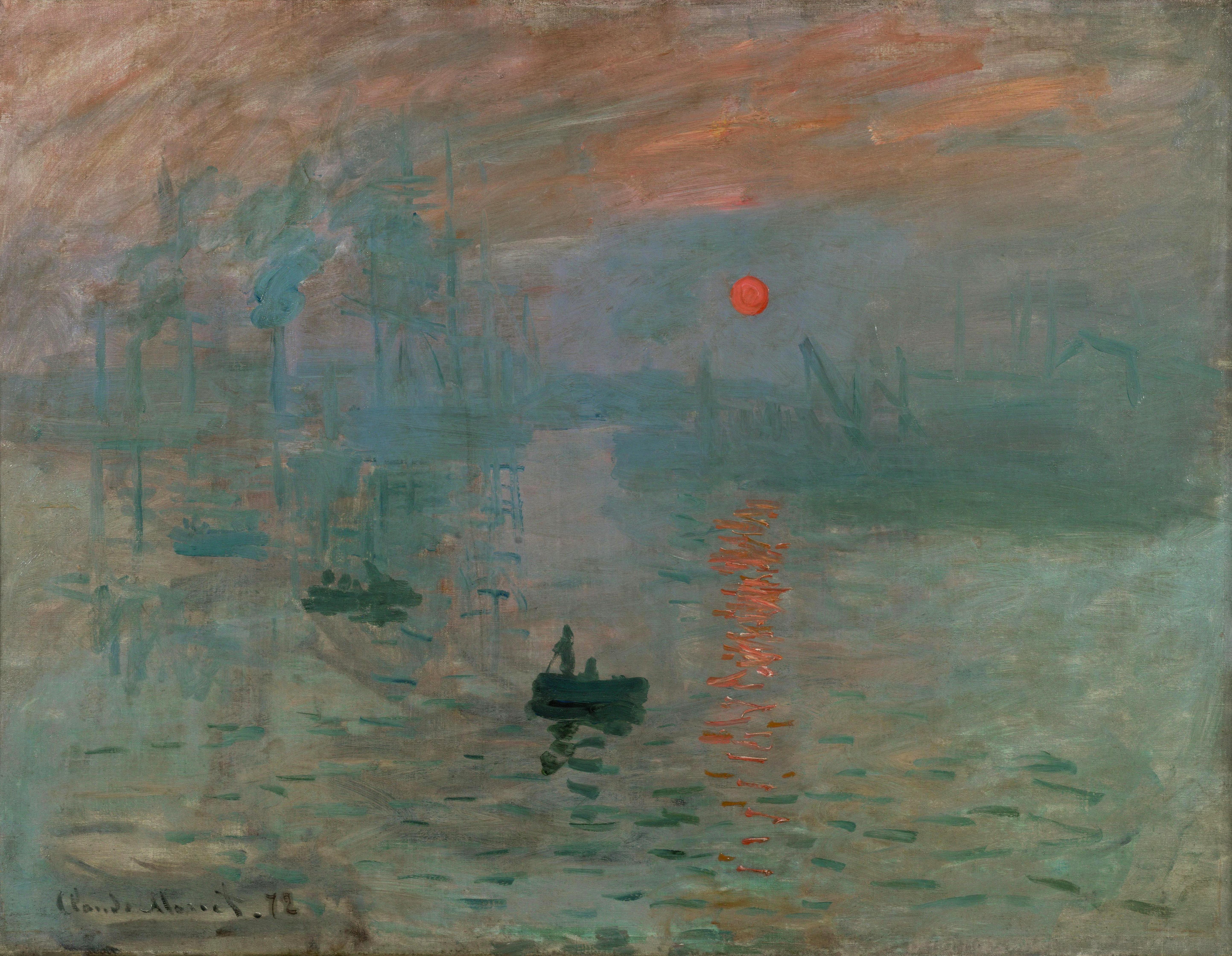
Impresión:sol naciente, 1872, por Monet

En 1874 se celebra en Francia la primera exposición colectiva de los impresionistas. Es considerado el movimiento más importante en la pintura de las últimas décadas del siglo XIX. 
Édouard Manet (1822-83) es considerado un precursor del movimiento; su obra más conocida es Le Dejeuner sur l’herbe (Almuerzo sobre la hierba). 
El cuadro que dio nombre a este movimiento fue Impresión: sol naciente, de Claude Monet (1840-1936), presentado en la primera exposición colectiva (1874). Dentro del movimiento impresionista pintaron, además, Renoir (1841-1919), Camille Pissarro; Alfred Sisley (1839-99), más bien paisajista; Edgar Degas, que pinta escenas urbanas con luz artificial; Berthe Morisot y Paul Cézanne (1839-1906).

### Postimpresionismo

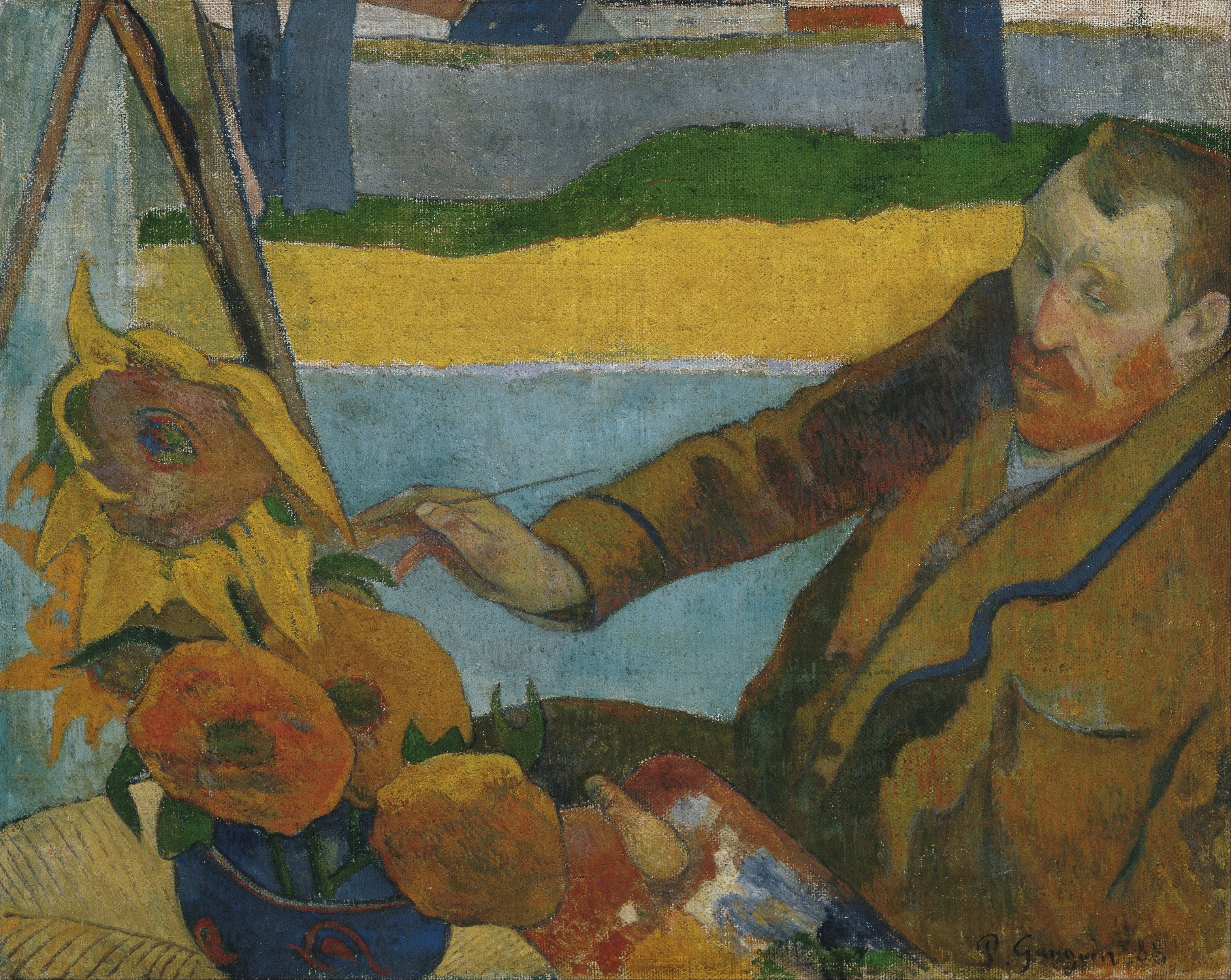
Retrato de Vincent van Gogh, 1888, por Gauguin

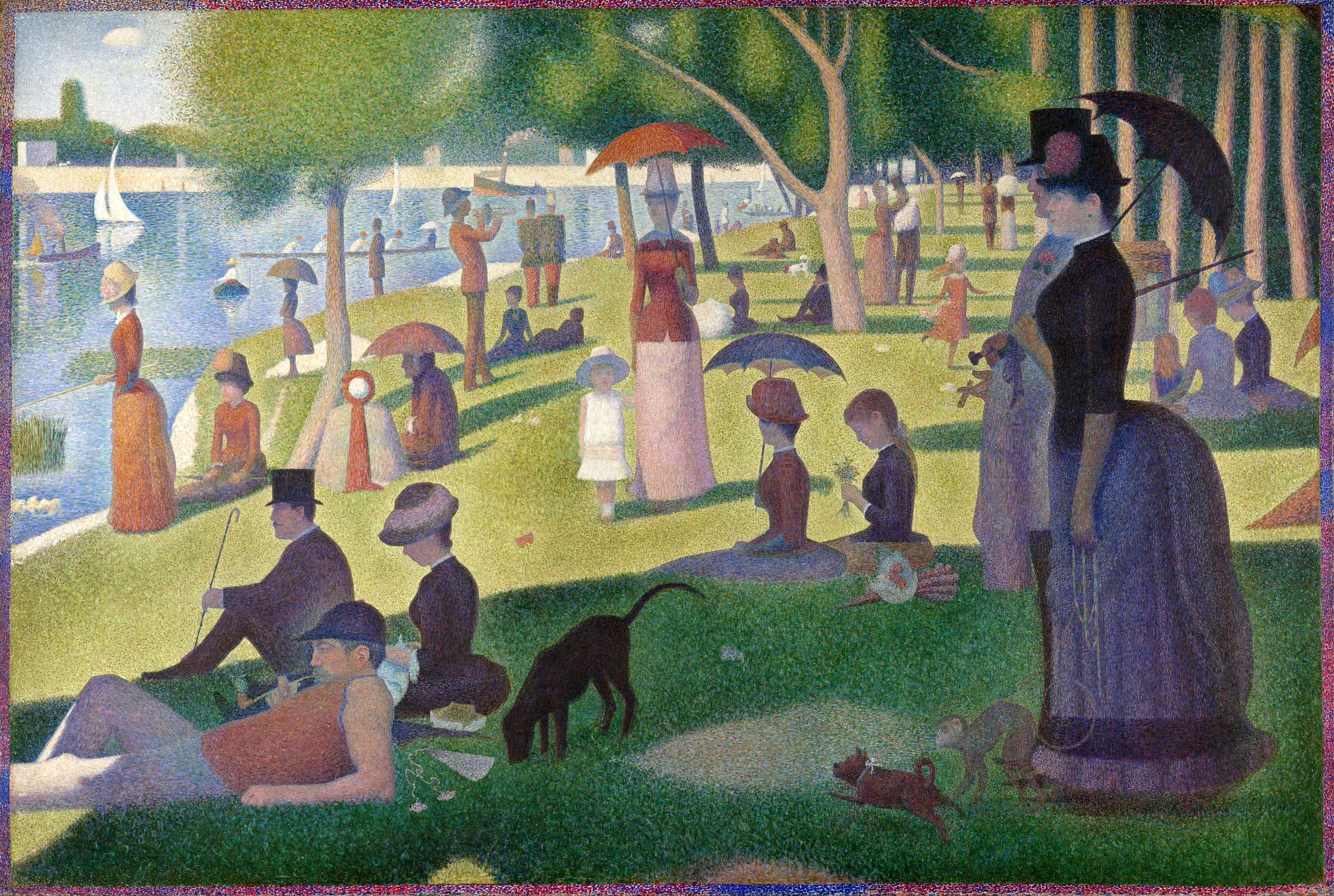
Un domingo de verano en la Grande Jatte, por Seurat

Con este nombre se conoce a un grupo heterogéneo de artistas que pintan entre 1886 y 1907, entre la última exposición impresionista y el surgimiento del cubismo. 
Los principales artistas postimpresionistas fueron: 
- Paul Gauguin (1848-1903): Cristo Amarillo, Muchachas de Tahití.
- Henri Rousseau
- Henri de Toulouse-Lautrec (1864-1901), que no demuestra interés por pintar al aire libre, sino que sigue más bien la línea de Degas.

Una corriente particular dentro del postimpresionismo es el puntillismo o “divisionismo”, que aparece por primera vez en el Salón de los Independientes de 1884, encabezado por los pintores neoimpresionistas Georges Seurat (1859-1891) y Paul Signac (1863-1935).
Por su parte, el simbolismo se inició en las últimas dos décadas del siglo, con pintores como Gustave Moreau (1826-1898) y Pierre Puvis de Chavannes (1824-1898).
En esta misma época se agrupan una serie de pintores bajo la denominación "Escuela de Pont-Aven", que toma su nombre de la villa frecuentada por los alumnos de la Escuela de Bellas Artes de París. Vienen a ser una síntesis del impresionismo y el simbolismo. Entre otros pintores de esta escuela cabe mencionar a Emile Bernard y Charles Laval.
A la segunda generación simbolista se les conoce como los nabi, con una concepción estética fundamentalmente decorativa. Dentro de esta corriente puede citarse a Pierre Bonnard y Edouard Vuillard.

## SigloXX
En la primera década del siglo, nacen en París el fovismo y el cubismo.

### Fauvismo
Aunque había ejemplos ya desde 1903, el fovismo es un movimiento que se desarrolló en torno al año 1905, cuando una serie de artistas, agrupados en torno a Matisse, se presentan en el "Salón de otoño de 1905". A pesar del escándalo, volvieron a reunirse en el "Salón de los independientes" en 1906. Hacia 1908 el grupo está disuelto, siguiendo cada artista su propia trayectoria.
Su figura más importante es Matisse (1869-1954), del que puede citarse su obra Interior en rojo. Otros autores destacados son Albert Marquet (1875-1947), Manguin y Comoin. A este grupo se añaden con posterioridad Derain (1880-1954, Puerto en Collioure), Maurice Vlaminck (1876-1958) y una serie de pintores provenientes de Le Havre: Othon Friesz, Raoul Dufy y Georges Braque.

### Cubismo

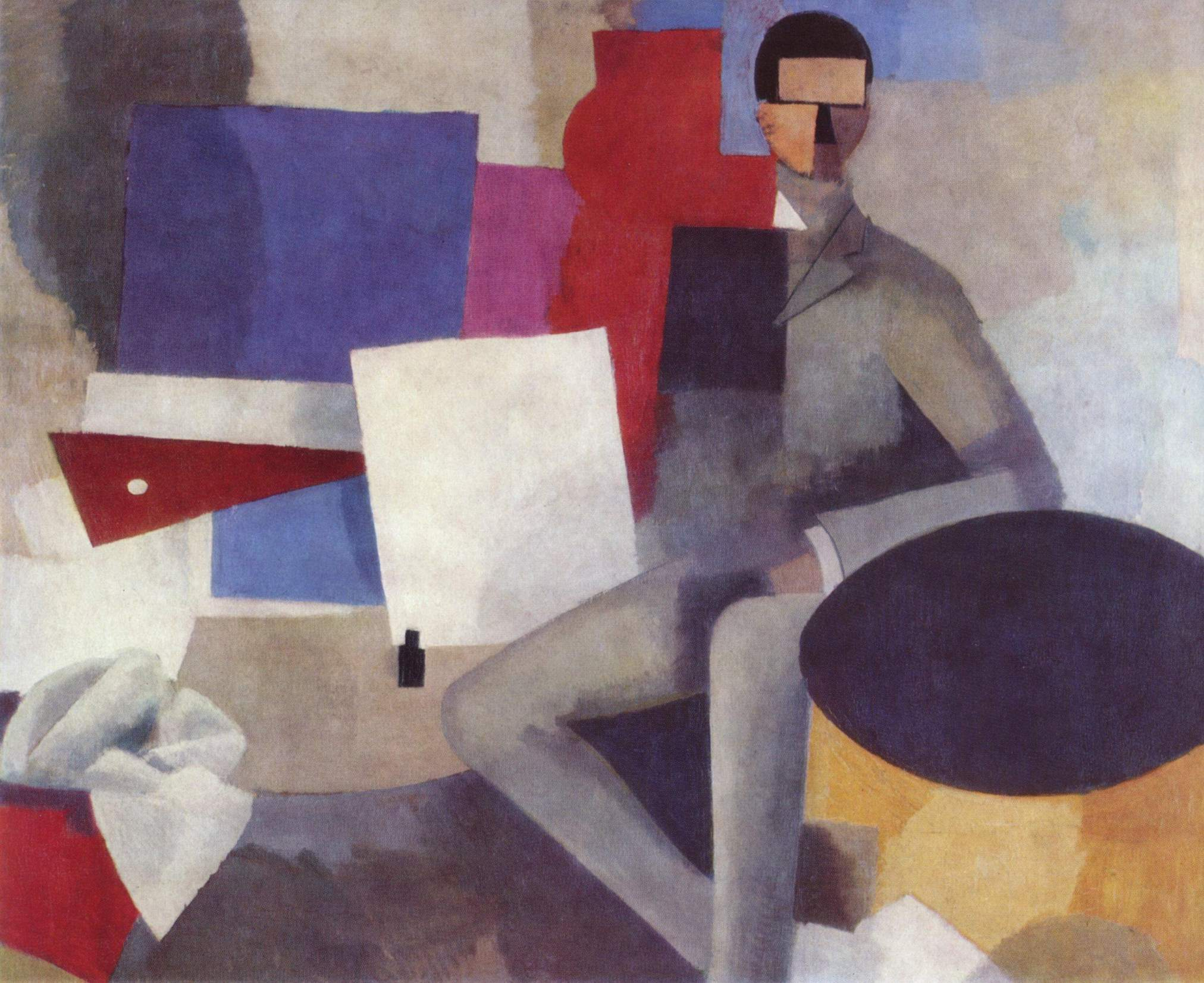
Hombre sentado, de Roger de la Fresnaye, 1914.

Entre 1907 y 1914 se desarrolla el Cubismo, movimiento artístico que tuvo como principales fundadores al español Pablo Picasso y al francés Georges Braque. El cubismo trata las formas de la naturaleza por medio de figuras geométricas, representando todas las partes de un objeto en un mismo plano. Es considerada la primera vanguardia ya que rompe con el último estatuto renacentista vigente a principios del siglo XX, la perspectiva. Hace su primera aparición colectiva en el Salón de Independientes de 1911. 
Braque se aparta de su inicial afección al fovismo para lanzarse, tras conocer la obra de Picasso, al cubismo. Otros pintores que difundieron el cubismo fueron: Albert Gleizes (1891-1953), Jean Metzinger (1883-1956), Roger de la Fresnaye (1885-1925) y Fernand Léger (1881-1955). 
Derivados del cubismo son otros movimientos artísticos menores, como el "purismo" de Charles Edouard Jeanneret (1887-1966) y Amédée Ozenfant (1886-1966) y el "orfismo" lanzado desde 1912 por obra de Robert Delaunay y František Kupka, ya prenamente abstractos.

### Abstracción
Dentro del arte abstracto Robert Delaunay elaboró, desde 1912, a partir de las teorías de Chevreul sobre el contraste simultáneo de los colores, sus ventanas y sus primeras formas circulares cósmicas abstractas, mientras que František Kupka exponía en el Salón de Otoño de 1912 Amorfa, fuga de dos colores y en 1913 Planos verticales azules y rojos.
La abstracción de Fernand Léger (Contrastes de forme, 1913-1914) y la de Picabia (Udnie, 1913) utilizaron formas cubistas sin renunciar a la intensidad cromática.
En paralelo a la abstracción constructivista se desarrolló una abstracción llamada biomórfica, que nació de las formas creadas por Jean Arp a finales de la década de 1910.

### Período de entreguerras

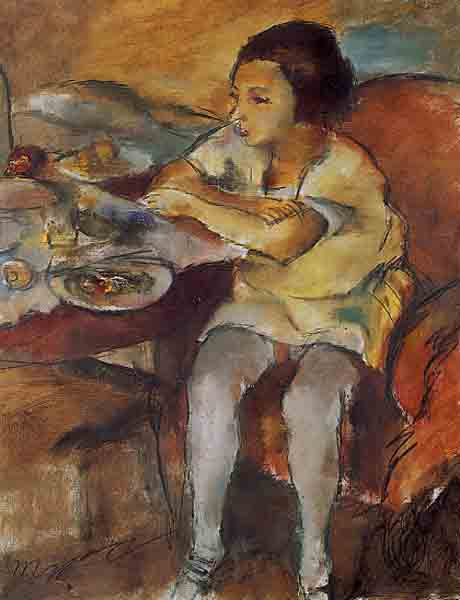
El desayuno, 1923, de Jules Pascin

En el período de entreguerras París sigue siendo centro de atracción de artistas venidos de otros lugares. Pero pierde protagonismo como centro creador de nuevas tendencias. Así, van surgiendo en otros lugares tendencias como el futurismo (Italia), el expresionismo (Alemania), el constructivismo (la URSS) o el neoplasticismo (Países Bajos).
El movimiento Dada se inicia por Tristan Tzara en 1916, y relacionado con él surge el surrealismo, movimiento creado en Francia. Sin embargo, muchos de sus principales representantes son extranjeros, como los españoles Joan Miró y Salvador Dalí. El propio Max Ernst es un pintor alemán nacionalizado francés. Aunque francés de nacimiento, Marcel Duchamp (1887-1968), quien encarna lo más valioso del dadaísmo neoyorquino de origen europeo. 
La pintura surrealista aparece en escena desde la exposición de 1925 en la Galería Pierre. Dentro de los surrealistas abstractos puede citarse a Andrés Masson e Yves Tanguy. 
Como una tendencia artística "menor" del primer tercio de siglo puede citarse el auge del cartel. Siguiendo la línea de Henri de Toulouse-Lautrec, Jules Chéret (1836-1933) es el primero en producir sistemáticamente, desde 1866, grandes carteles litográficos en color. Más adelante, Cassandre (1901-1968) asume el lenguaje formal del constructivismo para crear unos carteles poéticos (Etoile du Nord, 1927; Dubo-Dubon-Dubonnet, 1934).
Dentro del expresionismo pueden encontrarse dos pintores franceses: Georges Rouault (1871-1958) y Jules Pascin (1885-1930).

### Tendencias posteriores a la Segunda Guerra Mundial
Tras la   Segunda Guerra Mundial, París pierde definitivamente su carácter de centro de creación artística. Hay pintores en los distintos movimientos artísticos originados y difundidos en otros lugares del mundo.
El manifiesto del arte concreto, que publicó Theo van Doesburg en París en 1930, dio lugar a la tendencia del mismo nombre que tuvo un gran desarrollo en Suiza con Max Bill y de Richard Paul Lose, en Francia con François Morellet, y en todas las formas de arte sistemático nacidas después de la guerra. Estas tendencias entraron entonces en competencia con las diversas corrientes tachistas y gestuales (Jean Bazaine, Alfred Manessier, Pierre Soulages y Georges Mathieu, entre otros) que el crítico Michel Tapié reagrupó bajo la denominación de arte informal.
Mathieu, que presenta cierta afinidad con Pollock, puede citarse dentro de las tendencias informalistas y matéricas. Henri Michaux, con telas de manchas vibrantes y dibujos con graffiti; y Jean Fautrier usa de procedimientos mixtos que lo acercan a la pintura matérica.
El final de la década de 1960 vivió el desarrollo de una abstracción centrada en el análisis de sus propios componentes, con los grupos BMPT y Support(s)-Surface(s).
Hacia 1960, como una reacción contra el informalismo predominante durante los años 1950, surge una neofiguración en todo el mundo. Junto a Francis Bacon, el gran representante de esta tendencia es Jean Dubuffet, creador del "art brut".
Entre los artistas que, sin ser específicamente fotorrealistas, han utilizado la fotografía como medio de expresar la realidad está el francés Christian Boltanski, quien utiliza fotos de álbumes familiares de otras personas que según sus propias palabras, serían, tras haber fallecido, la prueba de su existencia.